# 風まかせ月影蘭
『風まかせ月影蘭』（かぜまかせつきかげらん）は、日本のテレビアニメ。2000年1月26日から同年4月19日まで、WOWOWにて全13話が放送された。
2017年にTubiに追加された。

## 概要
俳優・近衛十四郎のファンである監督が、近衛十四郎が主演したTV時代劇『素浪人 月影兵庫』『素浪人 花山大吉』の設定を元にして制作した時代劇アニメである。女素浪人月影蘭と中国拳法使いのミャオの活躍を描く。酒以外全てのことに無関心でニヒルな女浪人・月影蘭が、人一倍おっちょこちょいでお節介な猫鉄拳のミャオのせいで色々な事件に巻き込まれる話。その造型は月影兵庫・花山大吉と焼津の半次の関係をなぞっている。

## あらすじ
時は、天下泰平の江戸時代。風の向くままに旅をする女素浪人・月影蘭は、ふとしたことから猫拳法のミャオと知り合い、行く先々で騒動に巻き込まれていくが、凄腕の剣術と拳法で悪党と倒していくのであった。

## 主な登場人物
月影蘭（つきかげ らん）
声 - 安原麗子
本作の主人公。「美人の素浪人」と自称する凄腕の女素浪人。大好物は酒とおから。
ボソボソとしゃべったりと、割と物静かだが酒を見ると、急にテンションが高くなる。酒ならば何でもいいらしいが、ある程度のこだわりはあり、酒の若さに気づくほどの味覚の持ち主。（モデルとなった花山大吉と違い、酒が切れてもしゃっくりはしない）。象を見た際にもハイテンションになった。
服装は、白の着物、青の袴、白の足袋。酒と剣は幼馴染によって仕込まれたとのこと。
猫鉄拳のミャオ
声 - 岡村明美
蘭の相棒（とはいっても、ほとんど別行動である）。「猫鉄拳」と称する拳法を得意とする。服装は、胴体部分がピンクで腕の部分が白いミニ丈チャイナドレス風。背中に武器として使用する短い棒を差している。
最初は蘭と対立していた時期があった。気前が良く、困っている人を放っておけないが、そのせいで自身、挙句の果てには蘭を騒動へと招いていくことになる。
何かを求めて旅をしているが、何を求めているかは明らかにはされていない。
自称は「猫鉄拳のミャオ姉さん」が基本であるが、「しがない旅の拳法家」など各話や相手によって変化する。酒癖は悪い。

## スタッフ
- 原作・監督 - 大地丙太郎
- 助監督 - 秦義人
- 演出アドバイザー - 桜井弘明
- キャラクターデザイン - 渡辺はじめ
- 総作画監督 - 吉松孝博
- 美術監督 - 金子英俊
- 撮影監督 - 山口仁
- 色彩設計 - 秋山久美
- 編集 - 尾形治敏（第1 - 10話）→松村正宏（第11話 - ）
- 音楽 - 佐橋俊彦
- 音楽プロデューサー - 野崎圭一
- 音楽製作 - ビクターエンタテインメント
- 音響監督 - 田中一也
- プロデューサー - 鈴木一彦、諸澤昌男
- アニメーション制作 - マッドハウス
- 製作 - バンダイビジュアル

## 主題歌
オープニングテーマ「風まかせ」
作詞 - 大地丙太郎 / 作曲 - 宮下健治 / 編曲 - 伊戸のりお / 歌 - 三沢あけみ
エンディングテーマ「風まかせ2」
作曲 - 貴三優大 / 編曲 - 上杉洋史 / 歌（スキャット） - 安原麗子

## 各話リスト
| 話 | 放送日         | サブタイトル                 | 脚本       | 絵コンテ     | 演出             | 作画監督 |
| -- | -------------- | ---------------------------- | ---------- | ------------ | ---------------- | -------- |
| 1  | 2000年 1月26日 | 女だてらに強かった。         | 大地丙太郎 | 大地丙太郎   | 村田雅彦         | 吉松孝博 |
| 2  | 2月2日         | 酒に涙がしみていた。         | 横手美智子 | 玉野陽美     | 玉野陽美         | 箕輪悟   |
| 3  | 2月9日         | いきなり母になっていた。     | 横手美智子 | 池野文雄     | 松村やすひろ     | 広田知子 |
| 4  | 2月16日        | 知らない間に狙われた。       | 池田眞美子 | 善聡一郎     | 善聡一郎         | 菊地洋子 |
| 5  | 2月23日        | 脱いだら結構すごかった。     | 永月十     | 西村聡       | 村田雅彦         | 菅野利之 |
| 6  | 3月1日         | ホクロの位置が違ってた。     | 横手美智子 | 玉野陽美     | ながはまのりひこ | 北野幸広 |
| 7  | 3月8日         | エレキでビリビリしびれてた。 | 池田眞美子 | 政木伸一     | 伊藤真朱         | 岩井優器 |
| 8  | 3月15日        | この世にゃ神などいなかった。 | 永月十     | 佐山聖子     | 村田雅彦         | 田崎聡   |
| 9  | 3月22日        | 当てにしてたら敵だった。     | 永月十     | 林秀夫       | 林秀夫           | 菊地洋子 |
| 10 | 3月29日        | 南蛮娘はデカかった。         | 佐藤竜雄   | 松村やすひろ | 松村やすひろ     | 広田知子 |
| 11 | 4月5日         | 仇が敵になっていた。         | 秦義人     | 村田雅彦     | 伊藤真朱         | 岩井優器 |
| 12 | 4月12日        | 磔られて困ってた。           | 永月十     | 小島正幸     | ながはまのりひこ | 北野幸広 |
| 13 | 4月19日        | 過去にロマンス隠してた。     | 高橋良輔   | 大地丙太郎   | 村田雅彦         | 吉松孝博 |

## ドラマCD
風まかせ月影蘭 CDシネマ「CDネタにとっといた。」（VICL－60545）
天下泰平の青い空、旅を続けるミャオ姐さんの前に現れたいい男、岩崎岩兵衛（通称ガンちゃん）。一方、昼寝を邪魔されてむくれる月影の蘭姐さん。そこで出会った気の強い娘「玉」さんは、ガンちゃんが仕える玉姫さまだった。かくして4人の呑ん気な旅が始まる。玉さんの後見人争いに刺客を差し向ける悪徳家老小田切玄蕃。巻き込まれる蘭とミャオ。心を決め城に戻る玉姫の前に、100人の侍が待ちうける。
- キャスト
  - 月影蘭 - 安原麗子
  - ミャオ - 岡村明美
  - 玉姫 - 川澄綾子
  - 岩崎岩兵衛 - 三木眞一郎
  - 小田切玄蕃 - 谷口節
  - 玄蕃の部下 “高橋主水” - 高橋広司
  - 玄蕃の部下 “竹本一郎太” - 竹本英史
  - 玄蕃の部下 “天田権左衛門” - 天田益男
  - 玄蕃の部下 “矢部陣十郎” - 矢部雅史
  - 街道のダニ1 - 高橋広樹
  - 街道にダニ2 - 横尾博之
  - 宿屋の女中“夏” - 夏海
  - ナレーション - ふとがね金太

## 出版物
- コミック版 - 原作大地丙太郎・作画SUEZEN